# 白哈尔

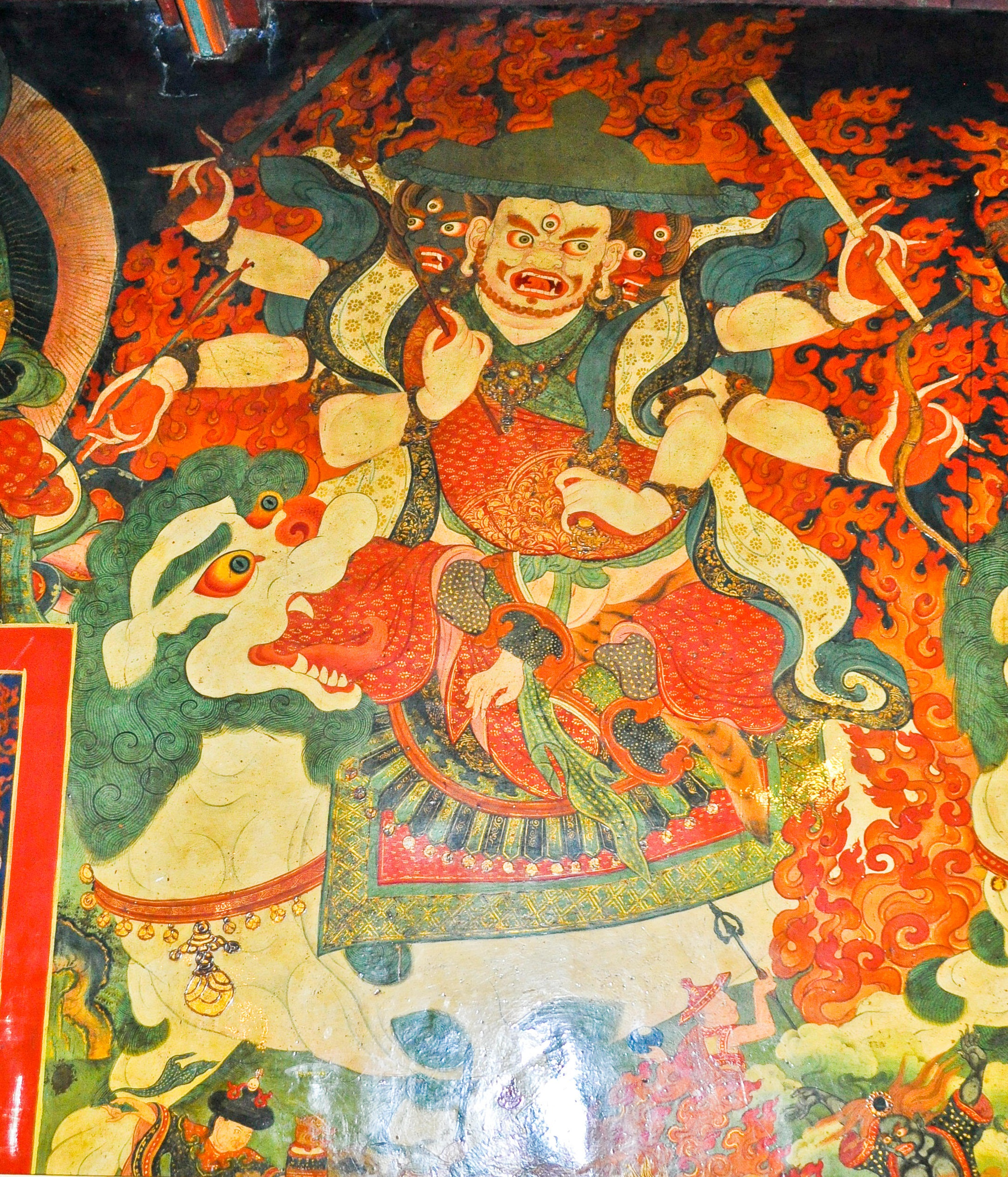
白哈尔王法相

白哈爾王 (藏文: རྒྱལ་པོ་དཔེ་ཧར, 威利转写: rgyal po dpe har 或 pe kar & dpe dkar) (Pehar)为藏傳佛教各派所供奉，为世間護法之王。
据藏文史书记载：白哈尔亦被称为“战神大王乃琼”，乃是王系魔神的首领。苯教称之为“象雄护法神”。藏文文献记述白哈尔的容貌如下：“协松多吉米沃且（白哈尔）三头六臂，各有白、天蓝和红色的面孔一个，三只右手持铁钩、箭和剑；三只左手持刀、弓和杖。身穿白丝上衣，用人皮、虎皮做围腰。头戴类似于草帽的藤帽；骑白狮，由门普布查牵引。陪伴之神是阿曲玛，派遣寒鸦做他的使臣。”
白哈爾來源就有不同的説法，一般认为來源於巴達霍爾（甘肅省張掖市肅南裕固族自治縣馬蹄藏族鄉嘉卜斯村境內）。于八世纪莲花生大师来到西藏后，收服了所有的魔鬼精灵，并将他们置于甲波白哈爾的控制之下，甲波白哈爾承诺不伤害任何众生，并在赤松德赞统治时期成为西藏桑耶寺的首席守护神。后在 17 世纪五世达赖喇嘛的主持下成为乃琼寺（Nechung）的护法神。